# Paimpol
Paimpol è un comune francese di 8 241 abitanti situato nel dipartimento delle Côtes-d'Armor nella regione della Bretagna. Il suo territorio è bagnato dal fiume Trieux.
Qua nacque il direttore della fotografia Bernard Lutic.

## Società

### Evoluzione demografica
Abitanti censiti

## Amministrazione

### Gemellaggi
- Romsey, dal 1959
- Vermilion, dal 1992
- Grundarfjörður, dal 2004